# Diego de Landa

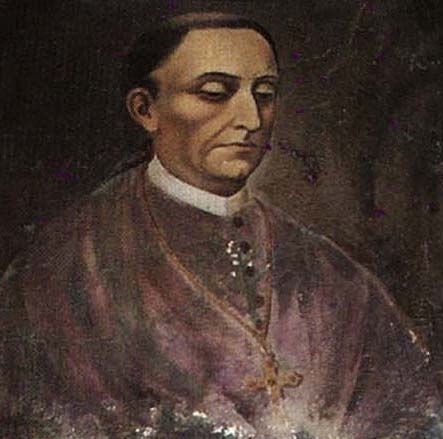
Diego de Landa

Diego de Landa (* 12. November 1524; † 1579) war Bischof von Yucatán. Er missionierte die indigenen Maya.
Bekannt ist er dafür, dass er alle greifbaren Manuskripte in der Maya-Schrift und damit wertvolle Dokumente zur Geschichte und Kultur der Maya verbrennen ließ. Später versuchte er in seiner Rechtfertigungsschrift Relación de las cosas de Yucatán („Bericht über die Dinge von Yucatan“), diese Schrift zu rekonstruieren. Das „Landa-Alphabet“ wurde – trotz Landas völlig falschen Verständnisses des Schriftsystems – im 20. Jahrhundert ein wichtiges Hilfsmittel zur Entzifferung der Maya-Schrift.

## Leben
Diego de Landa wurde am 12. November 1524 in der kastilischen Ortschaft Cifuentes de la Alcarria bei Toledo als Sohn einer angesehenen Aristokratenfamilie geboren. Als jüngerer Sohn wurde de Landa von seinen Eltern nach dem zu dieser Zeit allgemeinen Brauch der spanischen Aristokratie für das Klosterleben bestimmt. Er trat als Novize in das in Toledo befindliche Franziskanerkloster San Juan de los Reyes ein. Im Alter von 25 Jahren erhielt er die Priesterweihe. Hierauf bat er seine Ordensoberen darum, als Missionar nach Amerika geschickt zu werden.
Als Diego de Landa im Jahr 1549 nach Yucatán kam, war dessen Eroberung durch Francisco de Montejo (1479–1553) (Vizekönigreich Neuspanien, Antonio de Mendoza) bereits sieben Jahre abgeschlossen. Landa wurde noch im Jahr seiner Ankunft zum Stellvertreter des Guardians der Stadt San Antonio de Yzamal ernannt, die auf den Ruinen der vorspanischen Stadt Izamal errichtet wurde. Im Jahr 1552 übernahm er deren Leitung als Guardian. Dort ließ er auf einem alten Maya-Tempel das San-Francisco-Kloster bauen, das eines der ersten Klöster auf der Halbinsel Yucatán war. In dieser Zeit ließ er auch die Muttergotteskirche bauen und dort das Bild Unserer Lieben Frau von Izamal aufstellen (Nuestra Señora de Izamal, auch Virgen de Izamal genannt), das er aus Guatemala gebracht hatte.
Danach unternahm er mehrere Reisen durch Yucatán, die ihn in Konflikt mit den spanischen Kolonialherren brachten. Die Verkündung des Evangeliums durch Massenbekehrungen stieß auf den Widerstand der Kolonialherren, die selbst den christlichen Gottesdiensten fernblieben und dem Franziskanerorden vorwarfen, sich die Schätze des Landes aneignen und das Land beherrschen zu wollen. Wieder und wieder hielt er seinen Landsleuten deren Grausamkeiten gegen die Indigenen vor und zog sich dadurch die Feindschaft vieler zu. Im Jahr 1561 wurde Diego de Landa zum Provinzial des Franziskanerordens für die Ordensprovinz San José ernannt, die Yucatán und Guatemala umfasste. Als höchste religiöse Autorität in der Region übte de Landa das Amt des Inquisitors aus und holte sich die Unterstützung der weltlichen Macht ein, um die Indigenen zu verfolgen, die sich nach seinem Dafürhalten der Häresie schuldig gemacht hatten.
Bekanntheit erlangte Diego de Landa, als er mit harter Hand gegen die Maya vorgehen ließ, die sich nicht zum christlichen Glauben bekehren und stattdessen an ihren religiösen Ritualen festhalten wollten. Dies gipfelte in einem Autodafé, das am 12. Juli 1562 abgehalten wurde und bei dem de Landa aufgrund seines religiösen Eifers vor dem Franziskanerkloster San Miguel Arcángel in Maní alles in Maya Geschriebene sowie die religiösen Bilder und Symbole der Mayas verbrennen ließ. Folge dieser Bücherverbrennung ist, dass nur noch (Teile von) vier Maya-Codices erhalten geblieben sind, die uns heute einen kleinen Einblick in die Vergangenheit der Maya geben. In seinem Werk Relacion de las cosas de Yucatán schildert de Landa die Geschehnisse von Maní wie folgt:

„Als die Leute in der Religion unterrichtet und die jungen Männer mit Nutzen belehrt waren, wie wir gesagt haben, wurden sie von den Priestern verführt, die sie in ihrem Götzendienst hatten, und auch von den Häuptlingen, so dass sie abermals Götzen anbeteten und Opfer brachten, die nicht nur aus Räucherwerk, sondern aus Menschenblut bestanden. Hierüber stellten die Mönche eine kirchliche Untersuchung an und baten den Oberrichter um Hilfe, sie setzten viele gefangen und führten Prozesse durch, und es wurde ein Autodafé abgehalten, bei dem sie viele auf Schaugerüste stellten, ihnen die Büßermütze aufsetzten, sie auspeitschten, sie kahlschoren und einigen für eine gewisse Zeit das Büßerhemd anzogen. Andere, die vom Teufel getäuscht wurden, erhängten sich aus Trübsinn, und gemeinsam zeigten alle große Reue und den Willen, gute Christen zu werden.“

Bei einer anderen Erwähnung des Prozesses sagt de Landa:

„Wir fanden bei ihnen eine große Zahl von Büchern mit diesen Buchstaben, und weil sie nichts enthielten, was von Aberglauben und den Täuschungen des Teufels frei wäre, verbrannten wir sie alle, was die Indios zutiefst bedauerten und beklagten.“

Nach dem Autodafé von Maní stellten die spanischen Kolonialherren die Rechtsgrundlage der von Diego de Landa ausgeübten inquisitorischen Vollmachten in Frage. Der Bischof Fray Francisco de Toral klagte de Landa förmlich an, sich bischöfliche Macht bei seinen Häresieprozessen und dem Autodafé angemaßt zu haben.
(siehe auch: Bernardino de Sahagún)
Um sich zu verteidigen und zu rechtfertigen, reiste Diego de Landa zunächst nach Mexiko und kehrte anschließend im Jahre 1563 nach Spanien zurück. Der Westindienrat verwies den Prozess an Pedro Bobadilla, den Provinzial des Franziskanerordens von Kastilien. Das Verfahren gegen de Landa sollte sechs Jahre dauern. Im Jahre 1566 – während des Prozesses – begann de Landa seine Relación de las cosas de Yucatán nach dem Vorbild anderer Reisender als Denkschrift zu verfassen.
Bei der Untersuchung der Handlungsweise de Landas stellte sich heraus, dass er in Übereinstimmung mit einer 1522 erlassenen Bulle von Papst Hadrian VI. handelte, in der der Papst den in Amerika tätigen Bettelorden bischöfliche Vollmachten verlieh, wenn es in der betreffenden Provinz keinen residierenden Bischof gab. Mit dieser Bestätigung der Autorität und der Vorrechte des Ordens wurden die von Diego de Landa ergriffenen Maßnahmen nicht nur als sinnvoll, sondern sogar als zurückhaltend angesehen. Diego de Landa konnte sich zudem auf die Apostolische Konstitution Altitudo divini consilii von Papst Paul III. vom 1. Juni 1537 berufen. Im Jahr 1569 wurde de Landa von jeder Anklage freigesprochen.
Aufgrund dieser neuen Situation wurde Diego de Landa am 17. Oktober 1572 zum Bischof von Yucatán ernannt, um die Nachfolge des 1571 verstorbenen Francisco del Toral anzutreten. Der Westindienrat wandte sich an Philipp II. und dieser an Pius V., der de Landa für das Amt bestimmte, was in den Bullen des neuen Papstes Gregor XIII. vom 15./16. November 1571 bestätigt wurde. Im Jahre 1573 empfing de Landa die Bischofsweihe durch den Erzbischof von Sevilla, Cristóbal de Rojas y Sandoval, und trat sein neues Amt in Mérida an, das er bis zu seinem Tod im Jahre 1579 ausübte.

## Werk
Landa hat sein Werk, die Relación de las cosas de Yucatán, in Spanien, vermutlich auf Grund bereits in Yucatán gemachter Aufzeichnungen und mitgenommener Dokumente über die Inquisitionsprozesse, um 1566 verfasst. Er verarbeitete auch mündliche Informationen von Indianern, von denen einige aus den adligen Familien namentlich bekannt sind. Dazu gehörten Juan Nachi Cocom und Gaspar Antonio Chi. Zusätzlich zitiert er aus den damals zugänglichen spanischen Berichten von Gonzalo Fernández de Oviedo, Bartolomé de Las Casas und vor allem Francisco López de Gómara. Kolonialzeitliche Autoren haben von Landas Bericht in ihren eigenen Schriften ausgiebig Gebrauch gemacht. So unter anderem Antonio de Herrera y Tordesillas in seiner umfangreichen Historia general de los hechos de los Castellanos en las islas y tierra firme del Mar Oceano und Diego López de Cogolludo (1613–1665) in seiner Historia de Yucatán.
Das Originalmanuskript gilt als verschollen. Die Existenz des Originals in Yucatán im Jahre 1581 aber ist dokumentiert. Eine bearbeitete Abschrift der Relación wurde erst 1863 durch einen Verwaltungsbeamten in der Madrider Biblioteca de la Academia de Historia im Inneren eines anderen eingebundenen Manuskripts entdeckt. Es handelt sich eindeutig um eine verkürzte Kopie in der Handschrift von drei Personen. In dem Manuskript wird beispielsweise auf eine Zeichnung verwiesen, die nicht enthalten ist. Das Manuskript der Relación wurde 1864 erstmals veröffentlicht, und wurde zu Beginn des 20. Jahrhunderts als umfangreichste Quelle zur Kultur und Geschichte der Maya angesehen. Nach neueren Untersuchungen handelt es sich bei dem erhaltenen Manuskript um eine zufällige Zusammenstellung durch drei oder vier Unbekannte.

## Schriften
- Relación de las cosas de Yucatán. Um 1566 (spanische Transkription) durch die Asociación Europea de Mayistas (Wayeb), PDF, 513 kB, abgerufen am 1. März 2022.
  - deutsche Übersetzung: Bericht aus Yucatán.  Aus dem Spanischen übersetzt von Ulrich Kunzmann. Herausgegeben von Carlos Rincón. Mit Beiträgen von Linda Schele und Mary Ellen Miller. Reclam, Stuttgart 2007, ISBN 978-3-15-020528-0.